# Todesmärsche von KZ-Häftlingen

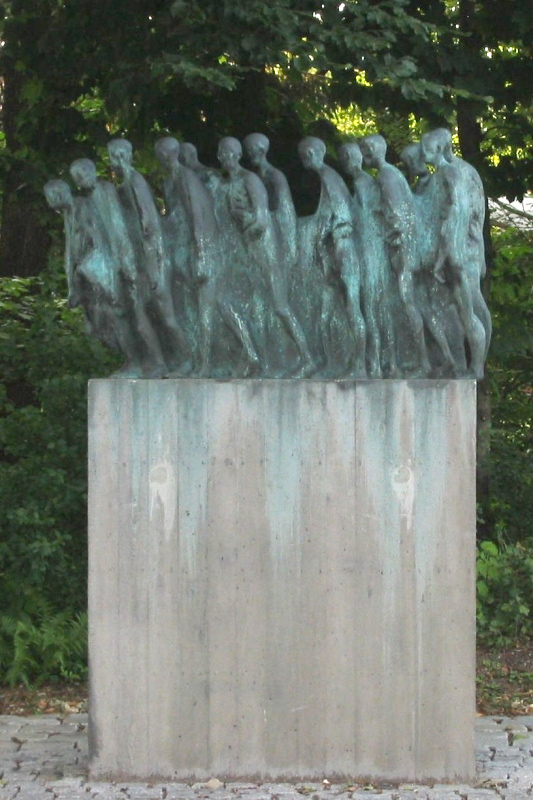
Gedenkstein an den Todesmarsch vom KZ Dachau nach Süden im April 1945. Standort: Krailling, errichtet 1989

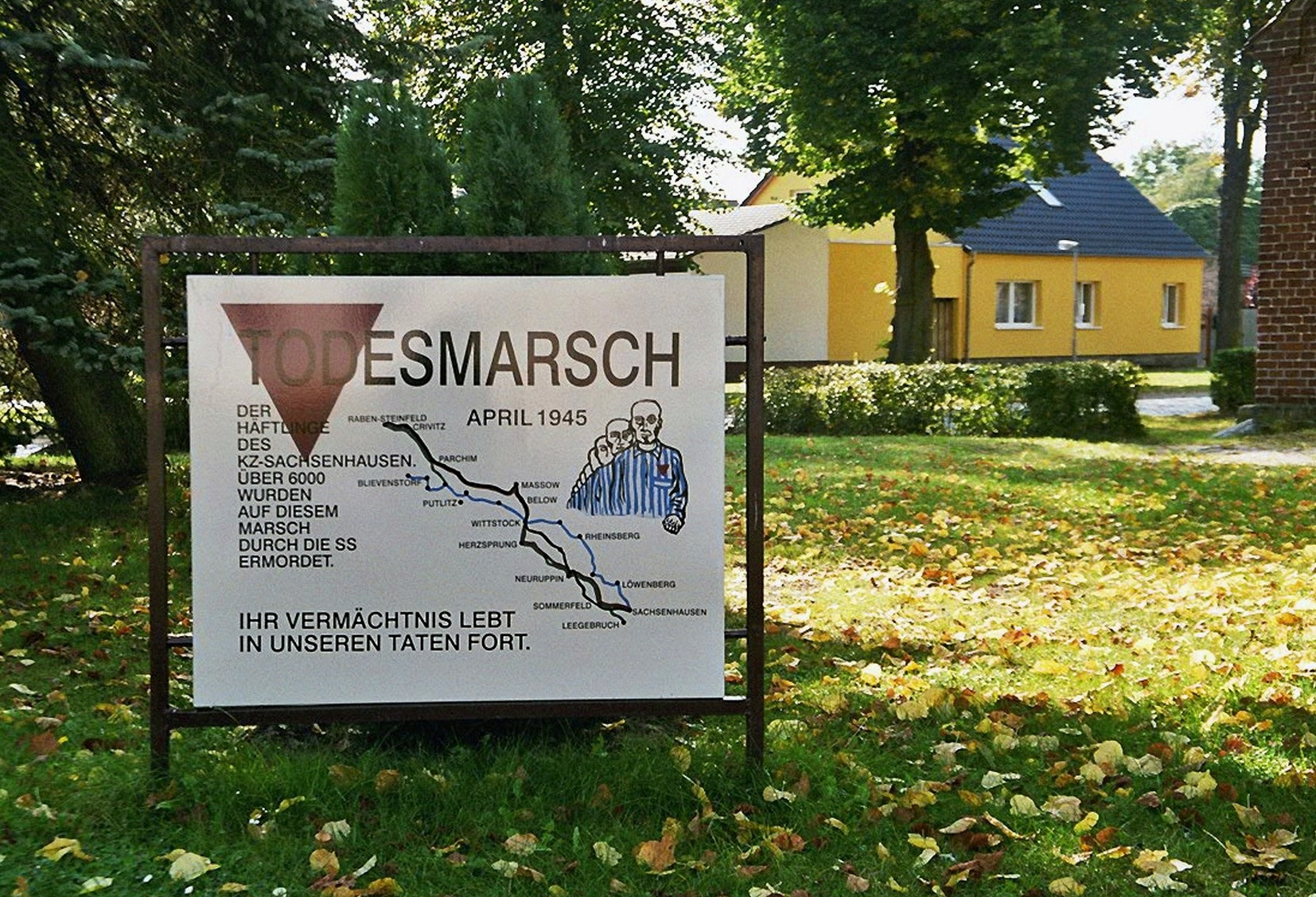
Gedenktafel in Nassenheide

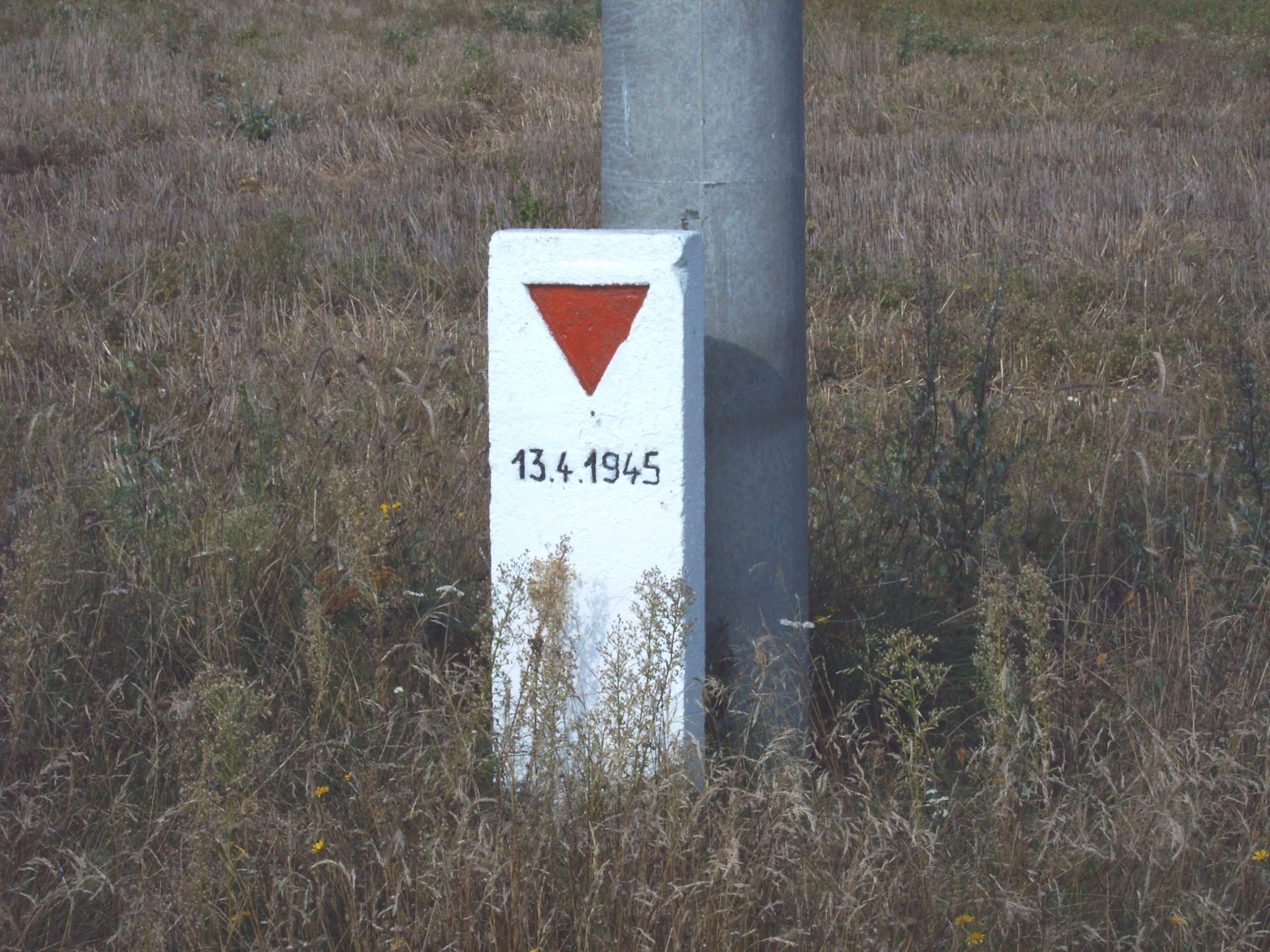
Wegmarkierung eines Todesmarsches in Breitenfeld

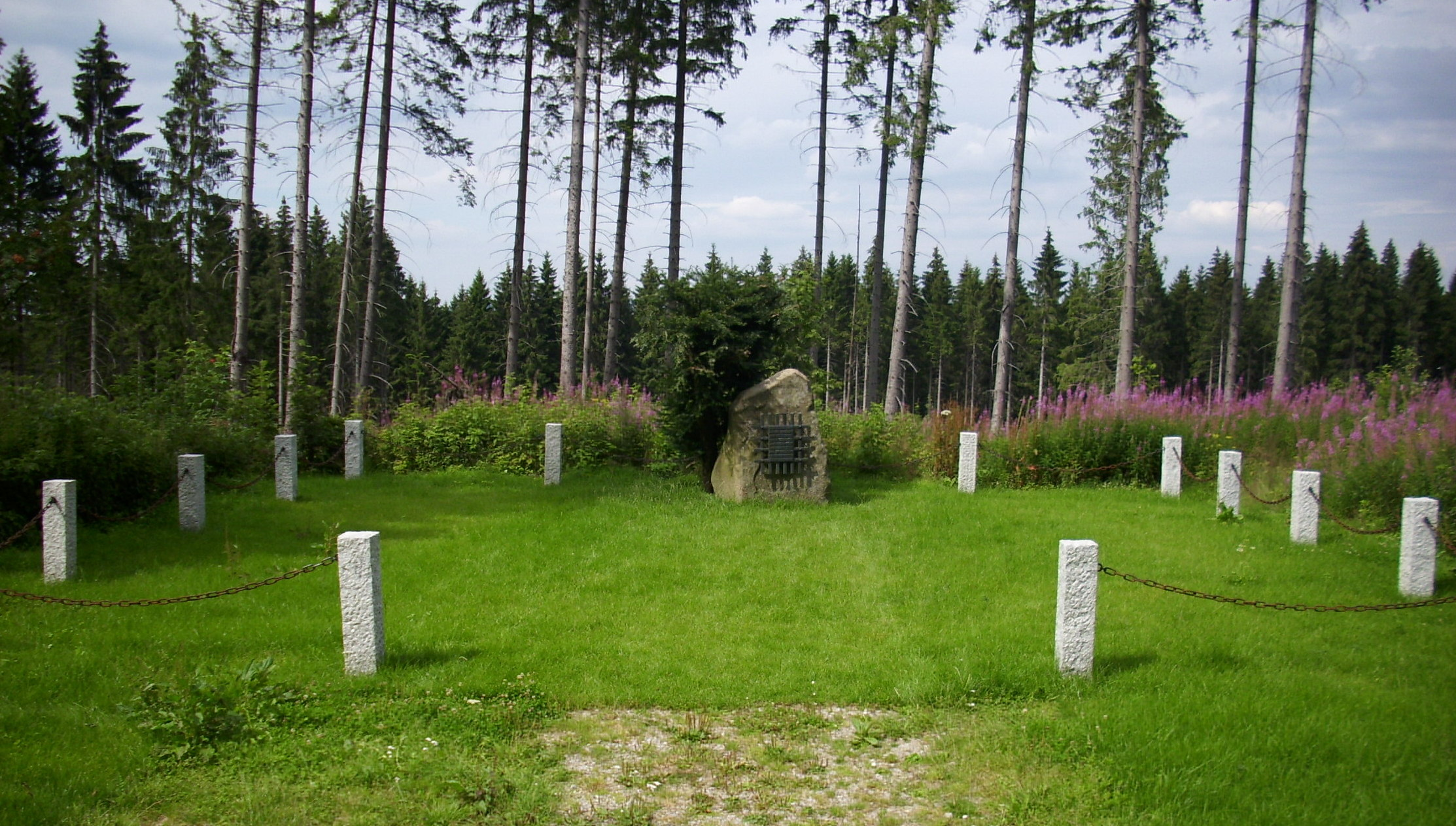
Gedenkstätte für einen Todesmarsch östlich von Clausthal-Zellerfeld

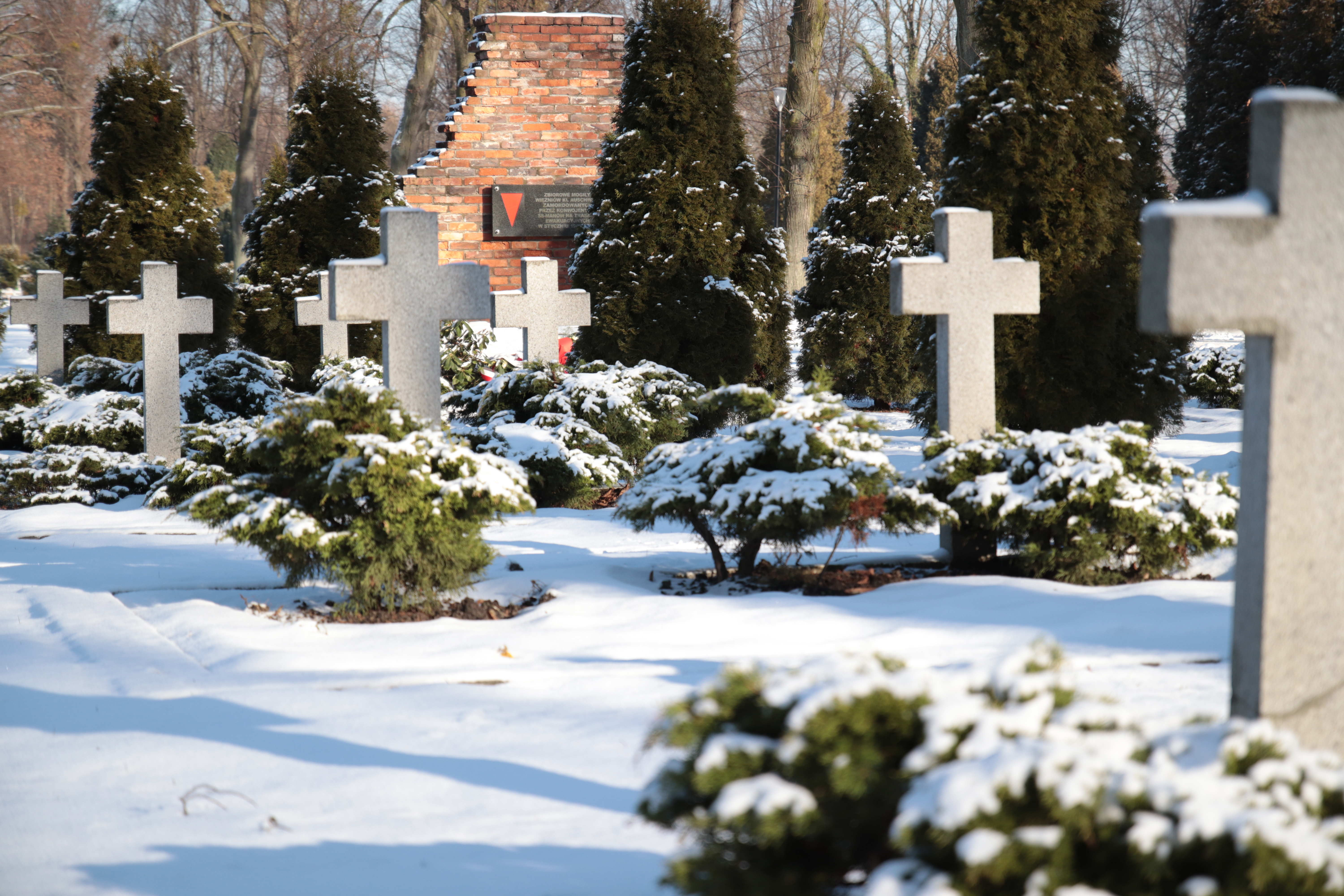
Gedenkstätte an die Todesmärsche vom KZ Auschwitz-Birkenau nach Gleiwitz auf dem Städtischen Friedhof in Gleiwitz

Als Todesmärsche von KZ-Häftlingen (teils auch euphemistisch Evakuierungsmärsche genannt) werden verschiedene „Räumungsaktionen“ der SS-Wachmannschaften in der Schlussphase des Zweiten Weltkriegs bezeichnet. Dabei löste die SS ab 1944 frontnahe Konzentrationslager, so auch z. B. das berüchtigte Vernichtungslager Auschwitz-Birkenau, auf und zwang die meisten KZ-Häftlinge zum Abmarsch in Richtung Reichsmitte oder sperrte sie zum Abtransport in Eisenbahnwagen. Sehr oft wurden nicht marschfähige Häftlinge in großer Zahl erschossen. Viele Lagerteile wurden von der SS in Brand gesetzt.
Zahlreiche KZ-Häftlinge überlebten die tage- und wochenlang dauernden Märsche bzw. Transporte nicht: Sie erfroren, verhungerten oder brachen geschwächt zusammen und wurden dann von den SS-Wachmannschaften erschossen. Einzelne Züge gerieten zufällig unter Beschuss durch im Bodenkampf eingesetzte Kampfflieger der alliierten Truppen, andere blieben unversorgt auf Ausweichstrecken liegen; manche Todesmärsche endeten mit einer Katastrophe wie der Versenkung der Cap Arcona oder in einem Massaker wie bei der Isenschnibber Feldscheune in Gardelegen.

## Begriff
Die Bezeichnung „Todesmarsch“ wurde im Nachhinein von Opfern geprägt und ist in der wissenschaftlichen Literatur ein geläufiger Begriff geworden. Das Standardwerk Enzyklopädie des Nationalsozialismus definiert Todesmarsch als ein „Phänomen im Dritten Reich, vor allem gegen Ende des Krieges, als die Häftlinge etlicher KZ evakuiert, d. h. in großer Zahl gezwungen wurden, unter unerträglichen Bedingungen und brutalen Misshandlungen über weite Entfernungen zu marschieren, wobei ein großer Teil von ihnen von den Begleitmannschaften ermordet wurde.“
Bei einigen Märschen schloss sich für die Überlebenden ein Weitertransport in Zügen an. Manchmal wurden die Häftlinge bei der Räumung von Lagern auch von Lastwagen abgeholt oder unmittelbar in Eisenbahnwagen verfrachtet. Auch diese Transporte, die gleichfalls tagelang dauerten, unter widrigen Umständen stattfanden und zahlreiche Todesopfer forderten, werden oft als Todesmärsche bezeichnet.
Im Zusammenhang mit der Auflösung der Konzentrationslager wird häufig der Ausdruck „Evakuierung“ verwendet. Dieser Begriff bezieht sich gemeinhin jedoch auf eine Rettungsmaßnahme, bei der Menschen angesichts drohender Gefahr vorübergehend an einen sicheren Ort gebracht werden. Bei den hier angesprochenen „Evakuierungen“ verhinderte die SS die rettende Befreiung durch alliierte Truppen und verursachte mit dem schonungslosen Abtransport weitere Todesopfer. Daher erscheinen die Begriffe „Räumung“ oder „Auflösung“ der Lager treffender. Die Historikerin Katrin Greiser weist darauf hin, dass ‚Evakuierung’ keine Tätersprache sei, sondern in Texten von Überlebenden gebräuchlich und durch die deutschsprachige Übersetzung der Nürnberger Prozesse-Protokolle weit verbreitet (evacuation). Ehemalige SS-Angehörige hätten von ‘Räumung’, ‘Rückführung’, ‘Umquartierung’, ‘auf Transport schicken’ oder ‘Bergung von Menschen’ gesprochen.
Bei den meisten Todesmärschen wurden zahlreiche erschöpfte Häftlinge am Wegesrand von den Wachmannschaften erschossen. Besonders diese willkürlichen Tötungen führten zur Bezeichnung Todesmarsch. Diana Gring definiert „Todesmarschverbrechen“ als „nichtstationär verübte NS-Gewalttaten in der Kriegsendphase, die im Zusammenhang mit den Räumungen der Konzentrationslager standen und während der Märsche bzw. an den entsprechenden Aufenthalts- und Endpunkten des Routenverlaufs verübt wurden.“ Die Verbrechen in dieser Zeitspanne insgesamt werden als Endphase-Verbrechen (1944/1945) bezeichnet.
Systematische vergleichende Analysen liegen erst im Ansatz vor. In der Dokumentation Mörderisches Finale von Ulrich Sander wurden diese Massenverbrechen erstmals systematisch gesammelt und in den historischen Kontext gestellt. Als wichtige gemeinsame Merkmale der Todesmärsche stellt Diana Gring heraus: Zufälligkeit des Tatortes, Heterogenität der Tätergruppen und Abtrennung der oberen von der unteren Befehlsebene. Katrin Greiser hat herausgearbeitet, dass die Todesmärsche und -transporte als Fortsetzung des Systems der Konzentrationslager zu sehen sind. Dessen grundlegende Strukturen haben auch in seiner letzten Phase weiterfunktioniert und sich wieder, wie schon mehrfach seit 1933, flexibel angepasst.

## Zeitliche Einordnung

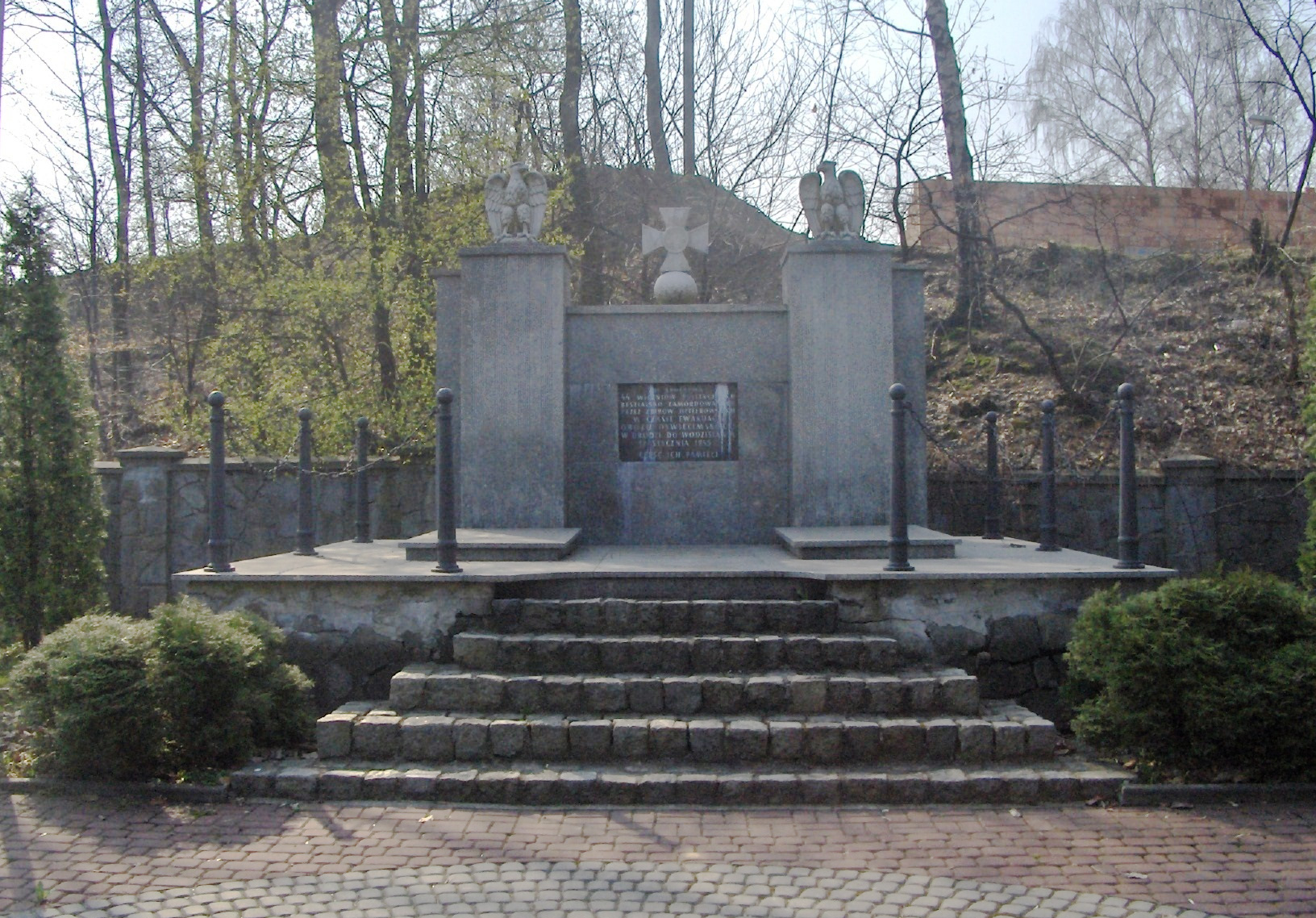
Todesmärsche Auschwitz-Loslau: Mahnmal in Wodzisław Śląski (Loslau)

Der erzwungene Rückzug der deutschen Truppen führte ab Sommer 1944 dazu, dass die in Frontnähe geratenen Konzentrationslager mit ihren zahlreichen Außenlagern aufgelöst und geräumt wurden. Mit der Räumung der Lager von Auschwitz im Januar 1945 begannen die Todesmärsche der Gefangenen. Beim Herannahen der Roten Armee beziehungsweise der westalliierten Truppen wurden die Häftlinge in Marschkolonnen „evakuiert“ oder mit Eisenbahnzügen – oftmals in offenen Güterwagen – abtransportiert. Zuletzt wurden vom KZ Neuengamme aus noch Mitte April 1945 mehr als 10.000 Häftlinge von der SS auf einen Marsch gezwungen.
Bei der Räumung von Konzentrationslagern lassen sich drei Phasen unterscheiden:

In einer ersten Phase zwischen August 1944 und Mitte Januar 1945 wurden die Lager weitgehend geordnet aufgelöst. Meist wurden die Häftlinge der Außenlager im Stammlager zusammengezogen und ein Teil schon Wochen vor der Auflösung des Lagers abtransportiert.

Es folgte bis Anfang April 1945 eine Zeitspanne, in der es zu immer hektischeren und kaum vorbereiteten Räumungen kam. Oft ermordete die SS-Wachmannschaft vor dem Aufbruch die „marschunfähigen“ Häftlinge wie auch viele meist deutsche politische Funktionshäftlinge, denen man eine Widerstandshandlung zutraute.

In der letzten Phase kam es zu überstürzten und chaotischen Abmärschen, für die es kaum noch Ausweichlager als Zielorte gab.

## Kontroverse Deutungen

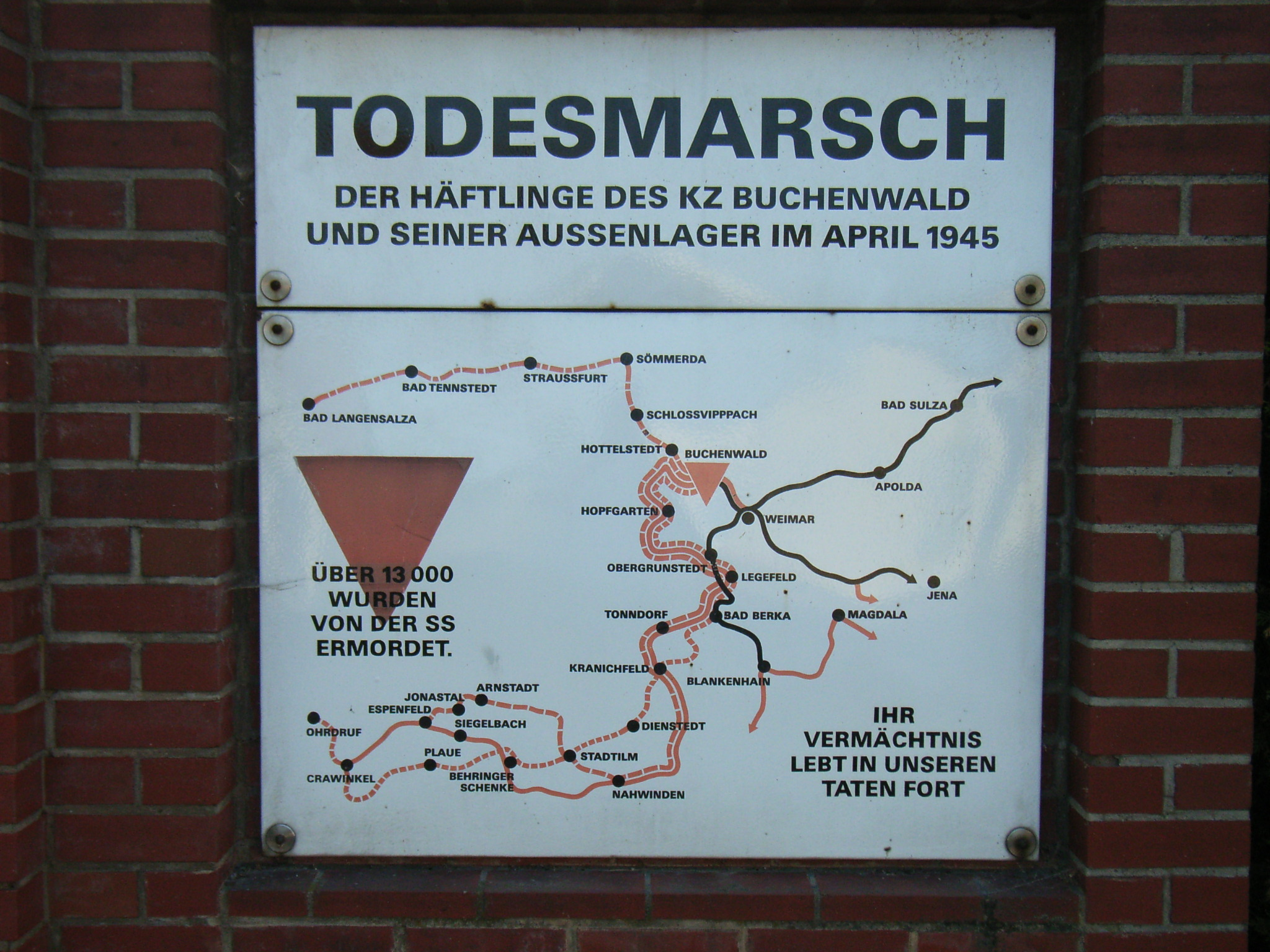
Gedenktafel mit der Route des Todesmarsches für das KZ Buchenwald

Der Entscheidungsprozess zur Räumung der Lager lässt sich wegen der lückenhaften Quellenlage nicht rekonstruieren. Ob ein „Führerbefehl“ zur „Vernichtung aller Häftlinge samt Wachen“, der in den Memoiren von Felix Kersten erwähnt wird, tatsächlich gegeben wurde, ist höchst zweifelhaft; auch angeblich örtlich erteilte entsprechende Vernichtungsbefehle, über die zu fast jedem Konzentrationslager berichtet wird, lassen sich nicht belegen und wurden auch in keinem Konzentrationslager durchgeführt.
Möglicherweise gab Heinrich Himmler schon am 17. Juni 1944 einen Befehl aus, die KZ-Häftlinge nicht einfach in die Hände der alliierten Befreier fallen zu lassen. Die höheren SS- und Polizeiführer erhielten die Befugnis, bei unmittelbar bevorstehendem Angriff eine „Evakuierung“ anzuordnen.

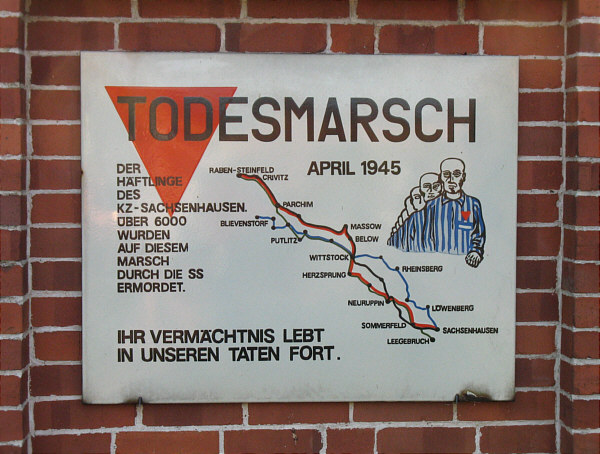
Gedenktafel in Wallitz bei Rheinsberg für das KZ Sachsenhausen

Offenbar verfolgten die Verantwortlichen „eine Politik voller Widersprüche“. Himmlers „Judenpolitik“ war in den letzten Kriegsmonaten wechselhaft und inkonsequent.
Himmler selbst versuchte, Kontakte zu den Westalliierten zu knüpfen, und hielt darum jüdische Häftlinge lange in Geiselhaft zurück. Noch im März 1945 schickte er Oswald Pohl mit dem unmissverständlichen Auftrag in verschiedene Lager, das Massensterben einzudämmen und insbesondere verbliebene jüdische Häftlinge zu verschonen.
Am 15. April 1945 erreichte ein Kurier den Leiter eines „Evakuierungsmarsches“ aus Helmbrechts und übermittelte den ausdrücklichen Befehl Himmlers, die Juden nicht zu töten. Andererseits gab Himmler am 18. April 1945 – oftmals wird fälschlich der 14. April genannt – einen nicht im Original überlieferten Befehl an das KZ Flossenbürg, die Häftlinge unter keinen Umständen lebend der US-Armee zu überlassen, da sich in Buchenwald die befreiten Häftlinge „grauenhaft gegen die Zivilbevölkerung benommen“ hätten und eine Gefahr für die Zivilbevölkerung darstellten.
Dem Hamburger Gauleiter Karl Kaufmann wird zugeschrieben, er habe KZ-Häftlinge aus der Stadt entfernen lassen, weil er befürchtet habe, dass die Siegermächte beim Anblick halbverhungerter Gefangener eine sofortige strenge Bestrafung angeordnet hätten. Als „faktisches Geschehen“ stellte die Historikerin Karin Orth heraus, dass die SS die KZ-Häftlinge bis zum Schluss in ihrer Gewalt halten wollte: „Zu welchem Zweck auch immer – als Arbeitssklaven, die eine uneinnehmbare Festung für den 'Endkampf' errichten sollten, als Opfer eines […] apokalyptischen Untergangs, als Geiseln für etwaige Verhandlungen mit den Westmächten oder als Verfügungsmasse für den erwarteten antikommunistischen Neubeginn.“
Für Daniel Goldhagen stellen die Todesmärsche die bewusste Fortsetzung des Holocaust mit anderen Mitteln und eine planvolle Strategie zur Vernichtung des jüdischen Volkes dar. Andere Historiker weisen darauf hin, dass die Mehrzahl der Evakuierten nichtjüdische Häftlinge waren, und führen die zahlreichen Opfer auf das vollständige Chaos der letzten Kriegsmonate und den Zusammenbruch der Versorgung zurück. Der Historiker Eberhard Kolb kommt zum Schluss: Nicht zentrale Anordnungen, sondern „niedrige SS-Chargen haben auf den Todesmärschen über das Schicksal Tausender von Häftlingen entschieden.“ Karin Orth stellt als wesentliche Motive für das ungezügelte mörderische Tun der Begleitmannschaft heraus: „Sie töteten, um die eigene Flucht zu beschleunigen – und weil das Leben der KZ-Häftlinge in ihren Augen keinerlei Wert besaß.“

## Opfer

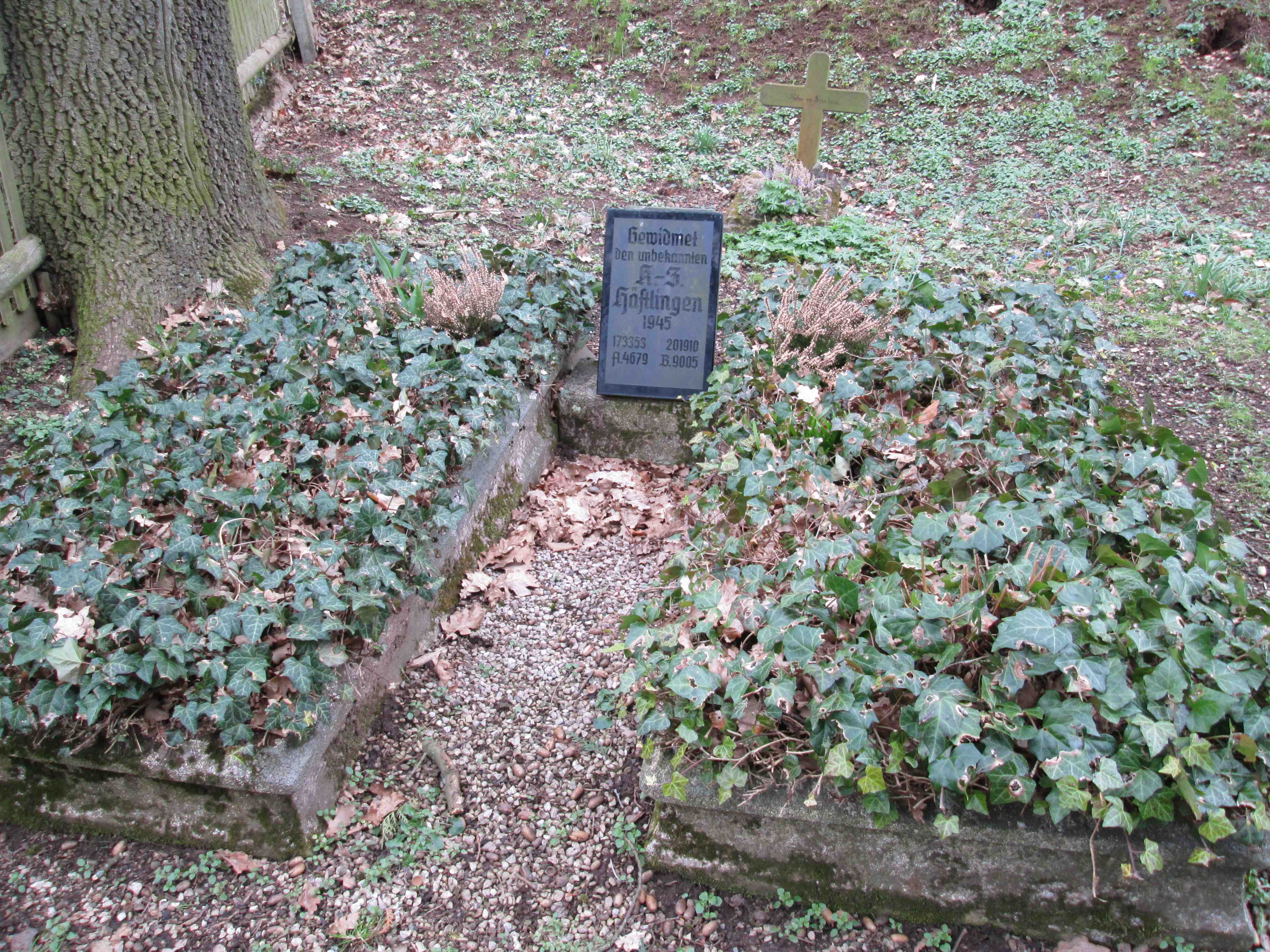
Unbekannte KZ-Häftlinge auf dem Ortsfriedhof von Ruppertsgrün

An vielen Orten, besonders in Ostdeutschland, sind Stellen, an denen Menschen auf Todesmärschen starben, auf den Straßen mit Gedenksteinen markiert. Diese – meist in der unmittelbaren Nachkriegszeit errichteten – Mahnmale geben keinen Hinweis darauf, um welche Menschen es sich jeweils handelte.
Zur Anzahl der auf diesen Todesmärschen zu Tode gekommenen Menschen gibt es nur weit auseinanderliegende Schätzungen. Von den im Dezember 1944 registrierten 714.000 KZ-Häftlingen kamen bis Mai 1945 wahrscheinlich mindestens ein Drittel ums Leben: Durch erschöpfende Zwangsarbeit, durch Hunger, Kälte und Erschöpfung während der Todesmärsche sowie durch gezielte Tötungen, die sich nicht allein auf geschwächt Zurückbleibende beim Fußmarsch beschränkten, durch Seuchen und Mangelernährung in überfüllten Aufnahmelagern oder als Opfer von Kampfhandlungen.
Die Todesopfer wurden, sofern sie nicht sofort verscharrt worden waren, auf Befehl der Siegermächte nach deren Eintreffen auf Friedhöfen der umliegenden Orte bestattet. Diese meist anonymen Gräber tragen oft Tafeln oder Kreuze mit der Inschrift „Opfer des Nationalsozialismus“. Meist fehlt jeglicher Hinweis auf den Grund des Todes und den genauen Todesort.

## Einzelne Märsche (chronologisch)

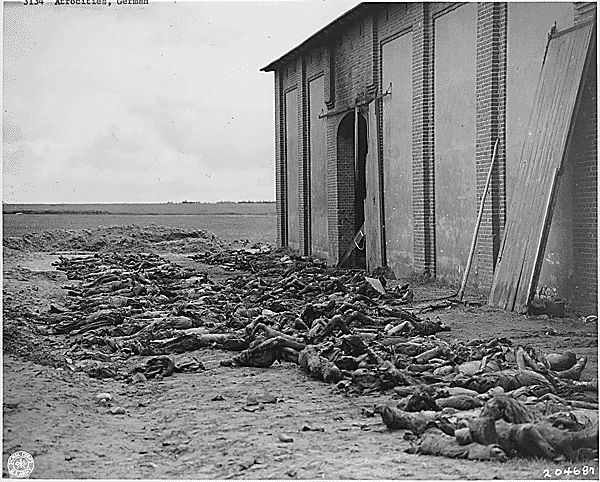
Isenschnibber Feldscheune bei Gardelegen

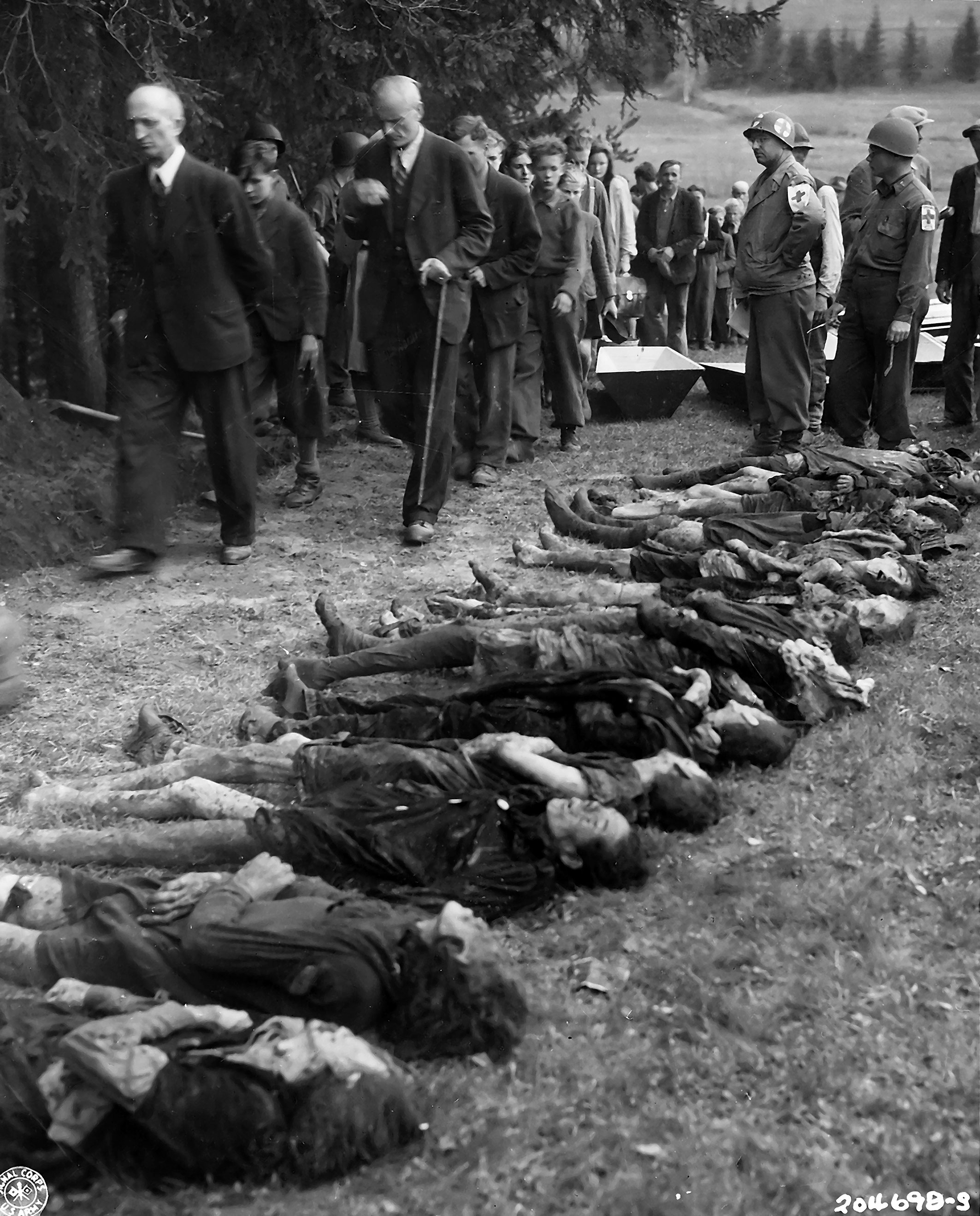
Deutsche Zivilisten werden am 11. Mai 1945 in Volary von US-Militär zum Vorbeigehen an Opfern eines Todesmarsches gezwungen

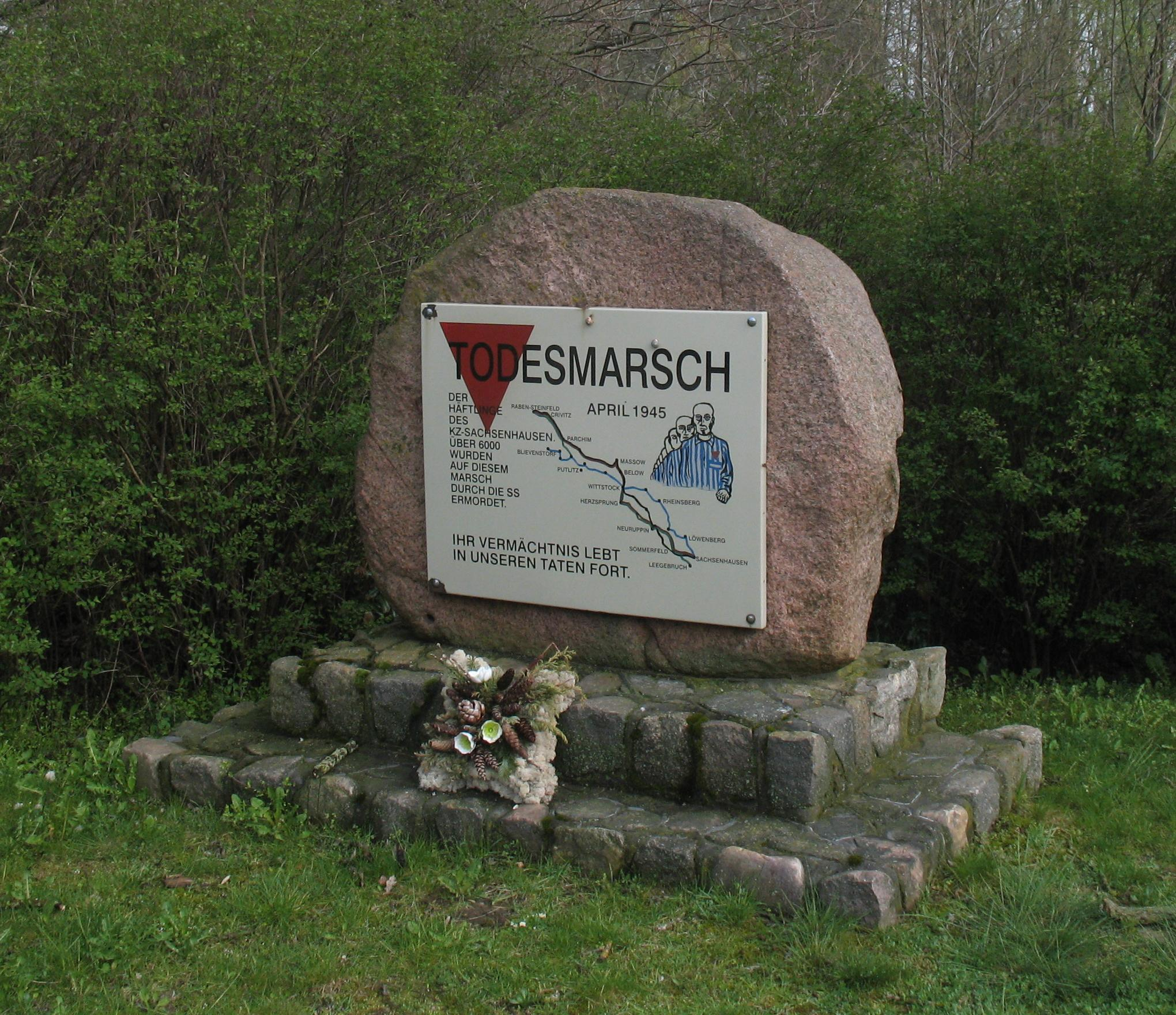
Todesmarsch-Gedenktafel für die Häftlinge des KZ Sachsenhausen (in Putlitz)

### Verschiedene Konzentrationslager
- Am 18. Januar 1945 vom KZ-Janinagrube in das KZ Groß-Rosen, von 800 Inhaftierten überlebten etwa 200
- Am 19. Januar 1945 vom KZ-Fürstengrube nach Gleiwitz und in das KZ Mittelbau-Dora
- Am 21. Januar 1945 aus dem Außenlager Fünfteichen (heute Miłoszyce). Etwa 6.000 Inhaftierte mussten bei Temperaturen von −20 °C in das Hauptlager Groß-Rosen marschieren, etwa 1.000 fanden den Tod. Vom Hauptlager aus wurden die Überlebenden in verschiedenen Deportationszügen in die Konzentrationslager Buchenwald, Flossenbürg, Dachau, Mittelbau-Dora und Mauthausen verbracht.[26]
- Ab dem 24. Januar 1945 vom Außenlager Dyhernfurth  in das Hauptlager Groß-Rosen, an dem 3.000 Inhaftierte teilnehmen mussten; die Kranken wurden auf einer Bahnbrücke über die Oder erschossen. Nur jeder Dritte Gefangene überlebte den Marsch
- Im Januar 1945 wurden ca. 1.000 Frauen vom Außenlager Grünberg des KZ Groß-Rosen sowie weitere 3.000 aus anderen Lagern, aufgeteilt in zwei Gruppen à 2.000 Personen, zunächst zum Lager Christianstadt (Krzystkowice) getrieben. Nach einem dreitägigen Aufenthalt mussten sie weiter marschieren. Der Weg führte über Dresden, Freiberg, Chemnitz, Zwickau, Reichenbach, Plauen zu einem Lager in Helmbrechts, Bayern, wo sie am 20. März 1945 nach fast 500 Kilometern eintrafen. Von hier mussten sie nach Volary marschieren (siehe Marsch Helmbrechts)[27]
- Im Januar 1945 vom Außenlager des KZ Stutthof über Königsberg nach Palmnicken
- Am 11. Februar 1945 vom KZ-Außenlager Görlitz in das Außenlager Rennersdorf. Während des Marsches wurden kranke und gehunfähige Gefangene erschossen. Etwa 25 kranke Gefangene wurden noch vor Abmarsch erschossen.
- Am 14. Februar 1945 von Außenlager Landeshut des KZ Groß-Rosen nach Liebau (Lubawka)
- Im Februar 1945 vom KZ Lieberose (bei Cottbus) in das KZ Sachsenhausen
- Ende Februar 1945 vom KZ-Außenlager Hirschberg des KZ Groß-Rosen zum Bahnhof in Liberec. Dort wurden sie zusammen mit Häftlingen des Arbeitslagers Reichenau (Rychnov) in Viehwaggons in das KZ Buchenwald deportiert
- Am 1. April 1945 vom KZ-Außenlager Heilbronn-Neckargartach in das KZ Dachau, wo sie am 27. April nach einem 350 km langen Fußmarsch ankamen
- In der Nacht vom 6. auf den 7. April 1945 vom KZ Hannover-Stöcken nach Mieste, von dort in mehreren Gruppen weiter nach Gardelegen zum Massaker in der Isenschnibber Feldscheune
- Am 6. April 1945 vom KZ-Außenlager Hannover-Ahlem in das KZ Bergen-Belsen
- Am 7. April 1945 Massaker an über 250 ungarischen Juden während des Todesmarsches am Präbichl (Erzberg)
- Am 9. April 1945 von Celle nach Bergen-Belsen, sogenannte Celler Hasenjagd
- Am 10. April 1945 aus KZ Börgermoor und KZ Esterwegen. Etwa 1.100 Häftlinge mussten nach Collinghorst marschieren, die Überlebenden erreichten am 11. April 1945 das Emslandlager Aschendorfermoor
- Am 11. April 1945 Massaker in Lüneburg beim Räumungstransport eines Außenlagers aus Wilhelmshaven nach Bergen-Belsen (siehe Mahnmal im Tiergarten)
- Am 12. April 1945 vom KZ Fuhlsbüttel nach dem Arbeitserziehungslager Nordmark in Kiel. 800 Gefangene waren vier Tage unterwegs.
- Vom 13. April bis 4. Mai 1945 vom Außenlager Helmbrechts (über 1.000 Frauen des KZ Flossenbürg) in das besetzte Wallern (Volary) (siehe Gedenkstätte Langer Gang; ca. 200 km, via Schwarzenbach, Franzensbad, Marienbad)
- 18. April bis 8. Mai 1945 vom KZ-Außenlager Schwarzheide in das KZ Theresienstadt
- 18. April KZ Dautmergen in Ostrach befreit.[28][29]

- Am 23. April 1945 wurde das KZ-Außenlager Colosseum in Regensburg mit ca. 400 Personen aufgelöst. Schätzungen zufolge überlebten ca. 50 Personen. Sie wurden am 2. Mai in Laufen (Salzach) befreit.
- Am 30. April 1945 vom KZ-Außenlager Barth in Richtung Rostock.
- Im April 1945 von Heimkehle
- Anfang Mai 1945 vom KZ Wöbbelin

### Vom KZ Buchenwald

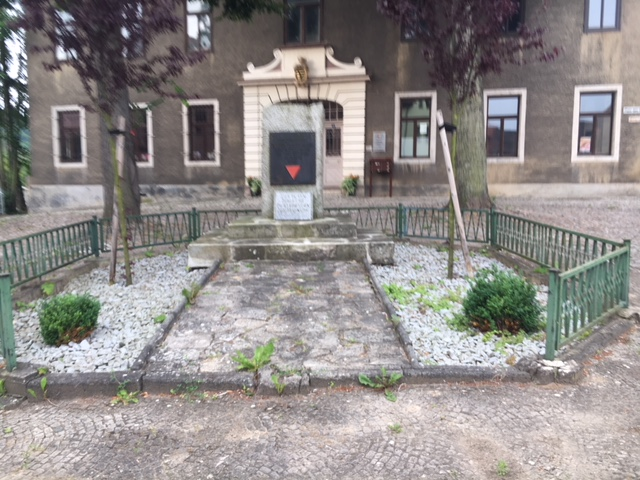
Gedenkstätte für die Häftlinge aus Buchenwald in Camburg

- Am 30. Januar 1945 vom Außenlager Ohrdruf  ins KZ Bergen-Belsen mit 1.000 Zwangsarbeitern.
- Bahntransporte und Todesmärsche vom KZ Mittelbau-Dora über Mieste und Letzlingen mit Ende in der Isenschnibber Feldscheune bei Gardelegen. 1.016 KZ-Häftlinge, darunter mindestens 63 Juden, wurden dabei ermordet. 24 Stunden vor der Befreiung durch die US-Armee wurden die Häftlinge am Ende des Todesmarsches in eine steinerne Scheune eingepfercht, dort durch Beschuss und Handgranaten getötet und die Scheune angezündet.[30] Andere Häftlingsgruppen dieser Transporte wurden von Letzlingen auf einen Todesmarsch in die Colbitz-Letzlinger Heide getrieben, unterwegs bei Dolle ermordet und nach Kriegsende in einem Massengrab am Todesmarschdenkmal Dolle beigesetzt.[31]
- Verschiedene Außenlager des KZ Buchenwald über Roßleben, Nebra
- Vom Außenlager Leipzig-Abtnaundorf nach Wurzen
- Vom Buchenwald-Außenkommando Berga/Elster über Teichwolframsdorf, Gottesgrün, Neumark, Hauptmannsgrün, Irfersgrün, Stangengrün, Obercrinitz, Bärenwalde, Bockau, Sosa, Fällbach (18./19. April 1945, 7 Häftlinge bei der Flucht erschossen), Breitenbrunn/Erzgeb., Rittersgrün, Gottesgab, Schmiedeberg nach Theresienstadt und Manetin bei Pilsen
- Vom Buchenwald-Außenkommando Berga/Elster wurden am 5. April u. a. amerikanische Kriegsgefangene über Greiz, Mühltroff, Dobareuth, Zedtwitz, Trogen, Rehau, Schirnding, Waldsassen (Kondrau) bis in die Nähe von Cham getrieben, wo sie am 19. April die amerikanische Front erreichten.
- Vom Außenlager Neustaßfurt, u. a. über Lommatzsch, Wilsdruff, Kurort Hartha, Grillenburg, Klingenberg und Naundorf, nach Annaberg-Buchholz (u. a. Mahnmale auf den Friedhöfen in Tharandt und Naundorf)
- Vom Außenlager Markkleeberg, u. a. über Meißen, Niederau, Dresden, Freital, Tharandt, Höckendorf und Dippoldiswalde, zum KZ Theresienstadt (u. a. Mahnmal auf dem Friedhof in Tharandt)
- Am 2. April 1945 vom Außenlager Ohrdruf  51 Kilometer bis nach Buchenwald mit 60 bis 70 ermordeten Inhaftierten. Eine Gedenkstätte für sechs unbekannte Häftlinge befindet sich im Ort Magdala.
- Am 9. April 1945 vom Außenlager Langenstein-Zwieberge über Quedlinburg, Aschersleben, Köthen, Bitterfeld und Prettin nach Wittenberg und in einigen Fällen bis nach Genthin
- Vom KZ Außenkommando Sonneberg am 4. April 1945 mit 467 KZ-Häftlingen in zwei Marschrouten. Der größere von ihnen führte über die Sonneberger obere Stadt, zum Schusterhieb nach Steinach, dann über den Rennsteig durch Geraer Gebiet bis auf böhmisches, beziehungsweise tschechisches Gebiet. Der Rest des Zuges verlief sich am 7. Mai in Praseles, 50 km vor Prag, nachdem die SS-Männer vor der nahen Roten Armee geflohen waren. Die zweite Marschroute führte wahrscheinlich über Friedrichsthal nach Bad Elster. 111 Häftlinge sollen dort von den Amerikanern befreit worden sein.

### Zur Ostsee
- Von Königsberg Ende Januar 1945 nach Palmnicken – Der Todesmarsch endete am 31. Januar mit einem Massaker an den verbliebenen 3.000 überwiegend weiblichen Häftlingen an der Ostsee. Nur 15 Menschen überlebten den Massenmord.

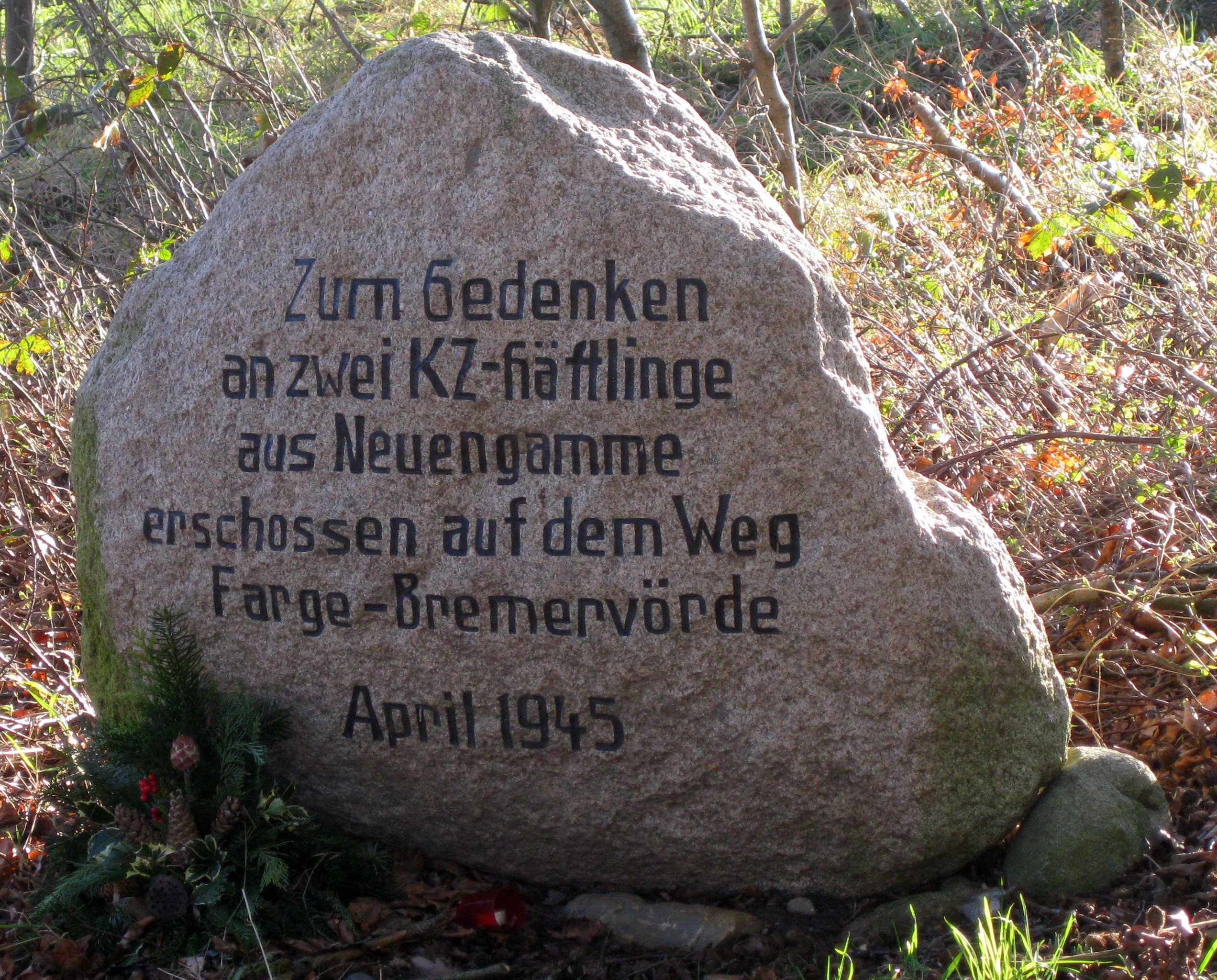
Gedenkstein zwischen Volkmarst und Basdahl

- Todesmarsch Bremen-Blumenthal – Farge – Sandbostel und weiter über das KZ Neuengamme zu Schiffen in der Lübecker Bucht. Der Todesmarsch begann am 9. April 1945 mit 2.500 bis 3.000 Häftlingen in Farge; Ziel war das KZ Neuengamme. Von dort aus wurden rund 10.000 Häftlinge zur Lübecker Bucht transportiert, wo die Überlebenden auf die Cap Arcona, Thielbek und Athen verladen wurden. Die Schiffe wurden durch britische Tiefflieger beschossen. 6.400 der Häftlinge kamen ums Leben.
- Der KZ Fürstengrube-Todesmarsch von 1.283 Gefangenen, der mit einer Erschießungsaktion an 250 Personen begann, führte zunächst in das schleswig-holsteinische Ahrensbök, den Heimatort des Lagerleiters. Die überlebenden 400 Häftlinge wurden auf die Cap Arcona verbracht, die am 3. Mai 1945 in der Lübecker Bucht von Flugzeugen der Alliierten versenkt wurde.

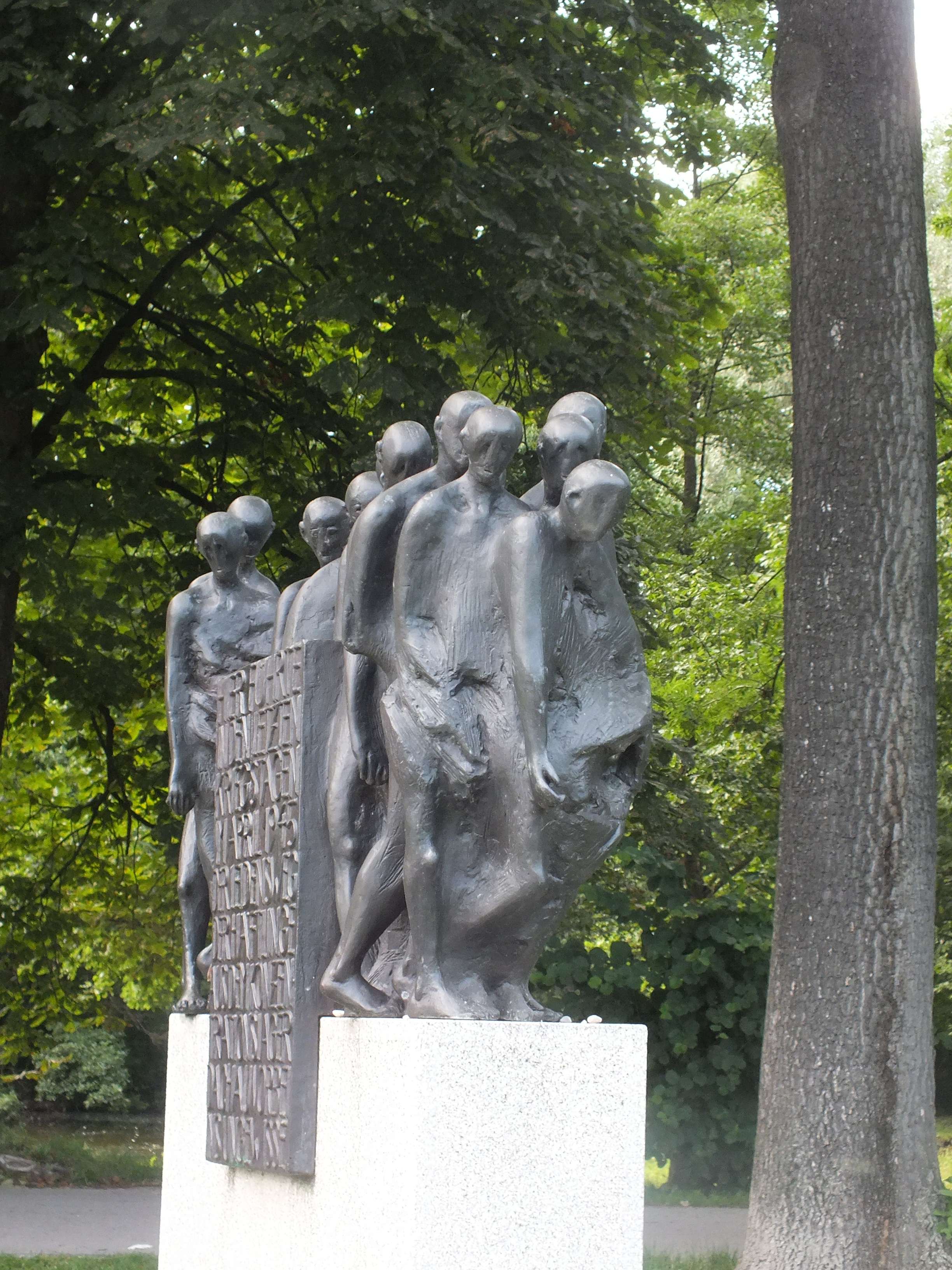
Mahnmal für die Opfer des Dachauer Todesmarsches, München-Allach

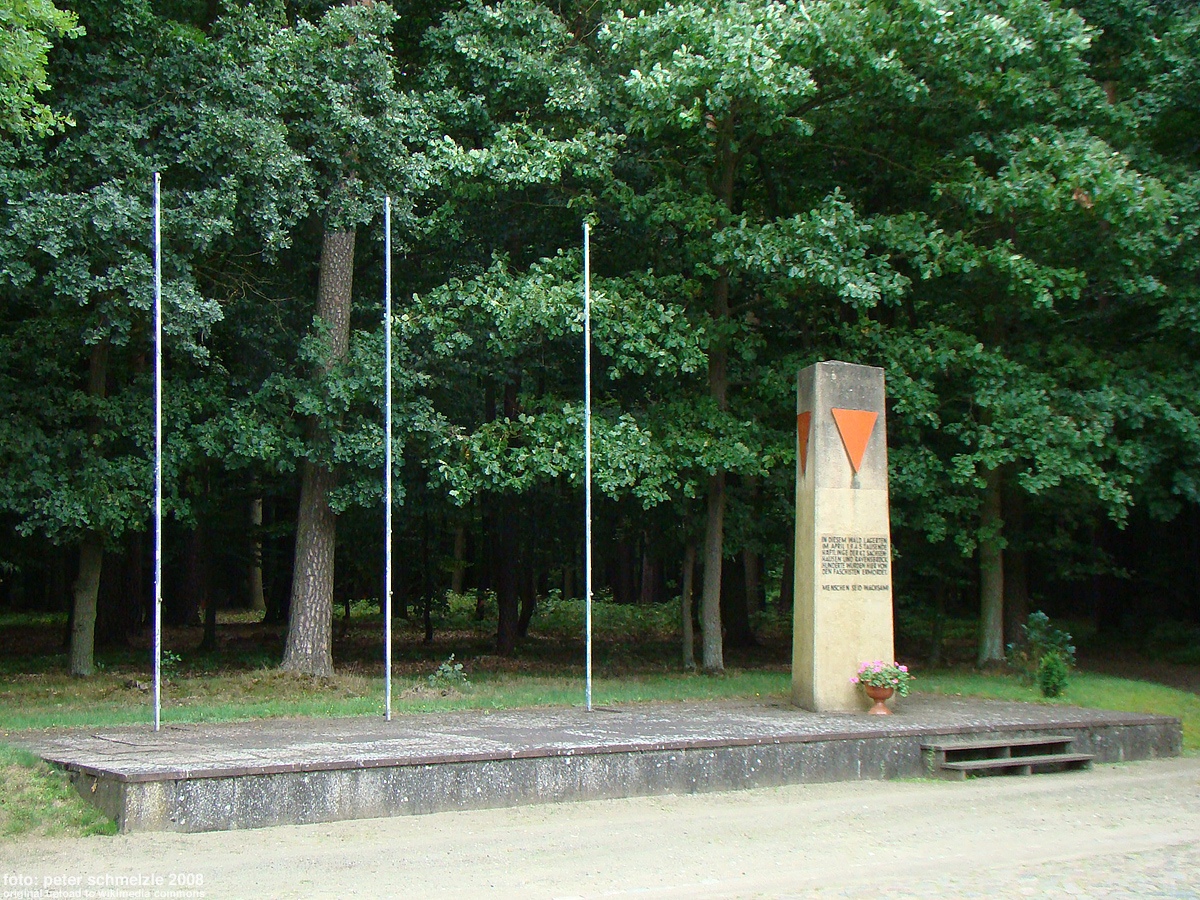
Gedenkstätte Todesmarsch im Belower Wald

- Von KZ Sachsenhausen und KZ Ravensbrück nach Raben Steinfeld südlich von Schwerin wurden 16.000 Menschen geschickt. Entlang der Hauptrouten sind seit 1976 200 Gedenktafeln angebracht. Im Stadtforst von Wittstock/Dosse, wo Tausende von Häftlingen gelagert hatten und vermutlich Hunderte von Toten verscharrt sind, wurde 1975 die Gedenkstätte Todesmarsch im Belower Wald eröffnet.
- Vom KZ-Außenlager Fuhlsbüttel wurden am 14. April die Häftlinge, hierunter auch Gefangene aus dem Ghetto Riga, nach Kiel getrieben, wo sie am 17. April im Arbeitserziehungslager Nordmark in Kiel-Hassee ankamen.

### KZ Dachau, München
- Vom KZ Buchenwald über Flossenbürg nach Dachau:

Dieser Marsch nahm nach den vorliegenden Zeugenaussagen am 4. April 1945 seinen Ausgang im Konzentrationslager Buchenwald. Er soll zu Beginn etwa 1.500 Häftlinge umfasst haben und über Flossenbürg nach Oberbayern gelangt sein, wo er am 29. April bzw. 1. Mai 1945 in zwei Kolonnen in Kraiburg ankam.
Es ließ sich feststellen, dass eine Marschkolonne KZ-Häftlinge am 29. oder 30. April und eine weitere wahrscheinlich am 1. Mai 1945 durch Kraiburg zog. Die erste Kolonne marschierte von Kraiburg über Ensdorf, Oberneukirchen mit dem Ziel, über Laufen nach Österreich zu gelangen, während die zweite von Kraiburg aus in Richtung Wasserburg zog. Auf ihrem Weg wurden laufend marschunfähige Häftlinge von der SS-Bewachungsmannschaft erschossen. Die Leichen wurden jeweils neben der Straße liegen gelassen oder nur ganz oberflächlich mit Erde überdeckt.
- Vom KZ-Außenlager Obertraubling (zu Flossenbürg) nach Dachau am 16. April beginnend. Evtl. 100 Überlebende.
- Vom KZ Flossenbürg nach Dachau: Hier geht die nur in Ansätzen vorhandene historische Forschung von rund 15.000 Häftlingen aus, die unter anderem in fünf großen Gruppen nach Süden getrieben wurden.[33] Der spätere DDR-Wirtschaftsminister Fritz Selbmann beschreibt in seinem Buch Die lange Nacht den Todesmarsch aus Flossenbürg, auf dem er fliehen konnte. Veranlasst hatte den Marsch der Lagerkommandant Max Koegel. Nach Kriegsende wurden über 5.000 Tote entlang der Routen entdeckt.

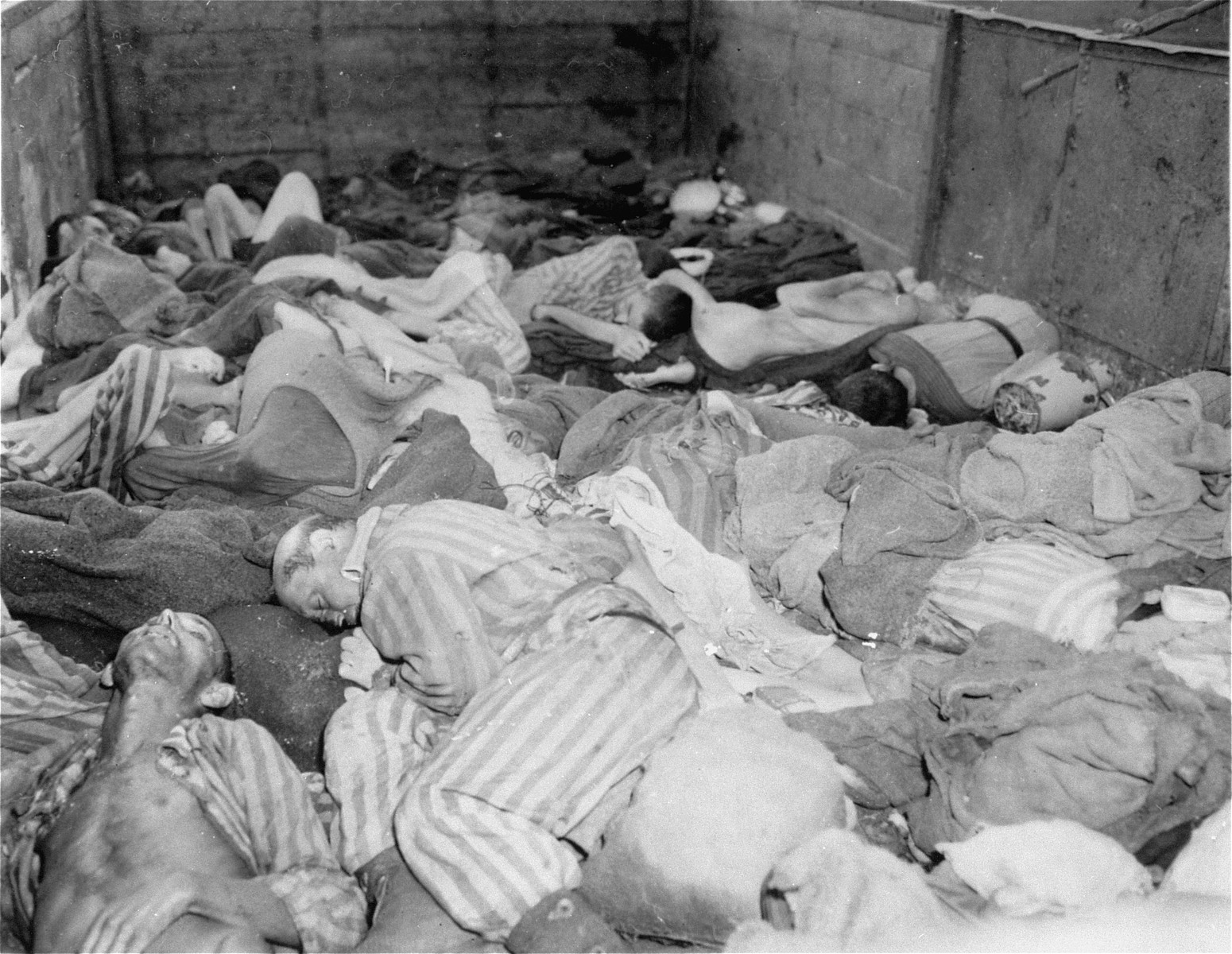
Dachau, Todeszug aus Buchenwald, US-Aufnahme nach dem 28. April 1945

- Vom KZ Neckarelz (Nordbaden) via Waldenburg nach Dachau.
- Der Hessentaler Todesmarsch aus dem Außenlager Hessental (Gemeinde Schwäbisch Hall, Württemberg) in das Außenlager München-Allach des KZ Dachau, 5.–14. April 1945, vermutlich 150–200 Tote.
- Vom KZ-Außenlager Burgau, Türkheim sowie weiteren als Zwischenziel in das KZ-Außenlager München-Allach, teils mit den dortigen Häftlingen weiter auf Todesmarsch Richtung Süden.[34]
- Vom KZ-Außenlagerkomplex Kaufering gab es von 23. bis 27. April Todesmärsche und tödliche Bahntransporte in das KZ Dachau und das Außenlager München-Allach, teils weiter mit den dortigen Häftlingen. Einige auch am 29. April in Allach befreit.[35]
- Vom KZ Dachau aus, teils über das Außenlager München-Allach mit weiteren Häftlingen von dort, fanden ab dem 26. April mehrere Todesmärsche statt. Einzelne Märsche gelangten bis Waakirchen und Kreuth am Tegernsee. Die Häftlinge sollten ins Tiroler Ötztal marschieren (vgl. Alpenfestung),[36] um dem Regime ggf. als Verhandlungsmasse zu dienen.
- Von manchen Außenlagern des KZ Dachau direkt Richtung Tirol, so von München-Riem aus am 25. April über 1500 russische KZ-Häftlinge über Grünwald, Egling und Unterleiten Richtung Bad Tölz, am 27. April über 500 Frauen des KZ-Außenlagers München-Giesing (Agfa) über Grünwald bis Wolfratshausen.[37]
- Für die Todesopfer wurden meist direkt vor Ort KZ-Friedhöfe und -Grabstätten angelegt. Davon ist heute kaum eine Spur vorhanden, denn über 400 von ihnen wurden mittels Exhumierung von 1955 bis 1959 aufgelöst, die Toten auf drei KZ-Sammel-Friedhöfe umgebettet – den KZ-Friedhof Dachau-Leitenberg, den Waldfriedhof Dachau und vor allem den direkt auf dem Gelände des ehemaligen KZs für diesen Zweck angelegten KZ-Friedhof Flossenbürg.

### Österreich
- Von Auschwitz nach Loslau und weiter nach Mauthausen: Peter van Pels, einer der mit Anne Frank Versteckten, wurde am 16. Januar 1945 auf einen Todesmarsch von Auschwitz nach Mauthausen geschickt, wo er drei Tage vor der Befreiung am 5. Mai 1945 starb.
- Von der burgenländischen Grenze nach Mauthausen: In den letzten Kriegsmonaten wurden tausende ungarische Juden, die beim Bau des sogenannten Südostwalls eingesetzt waren, in Todesmärschen durch die Steiermark in das KZ Mauthausen getrieben. Allein im Bezirk Oberwart wurden im März 1945 Hunderte jüdische Zwangsarbeiter im Massaker von Rechnitz und im Massaker von Deutsch Schützen erschossen. Im April 1945 feuerten am Präbichl Mitglieder des Eisenerzer Volkssturms in die Reihen der ausgehungerten Menschen. Dieses Massaker forderte etwa 200 Tote, die Anzahl der bei den Märschen ums Leben gekommenen bzw. ermordeten Menschen ist aber ungleich höher. 1946 wurden 12 Männer für diese Verbrechen von britischen Militärgerichten in drei Prozessen zum Tode verurteilt. Seit Juni 2004 erinnert ein Mahnmal am Präbichl an die Opfer des Massakers.
- Vom KZ Hinterbrühl (Flugzeugfertigung in der Seegrotte) nach Mauthausen: Insgesamt 1.884 Männer wurden nach Auflösung des Lagers Hinterbrühl am 1. April 1945 auf einen tagelangen Todesmarsch nach Mauthausen versetzt, den zumindest[38] 200 Gefangene nicht überlebten. Ca. 50 Gefangene, die nicht als marschfähig angesehen worden waren, waren bereits vorher durch Benzininjektionen ins Herz oder auf andere Weise ermordet worden. Der Marsch verlief am ersten Tag nach Altenmarkt an der Triesting (28 km, 1 Toter), dann über Scheimüht[39] bei Schwarzenbach an der Gölsen (31 km, 45 Tote) nach Kirchberg an der Pielach (20 km, 54 Tote), Scheibbs (31 km, 23 Tote), St. Leonhard am Walde (28 km, 15 Tote), Strengberg (40 km, 42 Tote), St. Valentin (10 km, 20 Tote) nach Mauthausen (19 km).[38]
- Vom KZ Mauthausen ins KZ-Außenlager Gunskirchen: Im März und April 1945 mussten an die 22.000 jüdische Männer, Frauen und Kinder, die meisten von ihnen aus Ungarn, in jeweils nur drei Tagen unter schwerer Bewachung die 55 km lange Strecke vom Konzentrationslager Mauthausen ins Barackenlager Hochholz bei Gunskirchen zu Fuß zurücklegen. Eine Beschreibung der Strecke ist auf der Website des Mauthausen Komitee Enns abrufbar.[40] Die Historikerin Angelika Schlackl hat die bisher bekannten Details auf einer Google-Map anschaulich zusammengefasst: Zahlreiche Mahnmale säumen den Weg; bei der Brücke über die Krems im Gemeindegebiet Ansfelden beispielsweise wird eines Vorfalls gedacht, der 1971 vom Laien-Historiker Peter Kammerstätter überliefert wurde: „Eine Jüdin ist mit ihrem Kind, einem kleinen Mädchen, marschiert. Das Mädchen hat über dem Rücken einen Sack gebunden gehabt, von dem eine Puppe heraussah. Auf einmal brach die Mutter draußen bei der Krems zusammen und konnte sich nicht mehr erheben. Gleich trat ein SS-Bewachungsposten hinzu und erschoss vor den Augen des Kindes die Mutter. Das Kind weinte herzzerreißend um ihre Mutter. Die Frau wurde zur Brücke getragen, die über die Krems führt, und dort in den Fluss geworfen.“  Die Gedenktafel wurde 2010 von Unbekannten zerstört, danach allerdings erneut errichtet.[41]

### Serbien und Ungarn
Im September 1944 wurde mit der Auflösung des Zwangsarbeitslagers in Bor begonnen. Am 17. September 1944 verließ eine Kolonne von zirka 3600 Häftlingen mit einer zirka 100 Mann starken ungarischen Wachmannschaft das Lager. Die Wachmannschaft bestand überwiegend aus Lagerhäftlingen und ungarischem Militär. Von Bor wurden die Häftlinge bis zu einer Pontonbrücke bei Smederovo und dann weiter nach Novi Sad, Sombor, Mohács bis nach Szentkirályszabadja (Balaton) geführt. Von dort wurden sie in die Konzentrationslager Flossenbürg, Sachsenhausen und Oranienburg deportiert. Während des Gewaltmarsches kam es zu mehreren Angriffen von Partisanen auf die Wachmannschaft. Einige Häftlinge konnten dadurch während der Angriffe zu den Partisanen flüchten und lebensrettenden Schutz finden. Laut Aussagen von überlebenden Zeitzeugen entschied sich der verantwortliche ungarische Kommandant nach Überquerung der Donau für eine Umgehung von Dörfern mit teilweise in der Nacht zurückzulegenden Strecken. Während der gesamten Strecke wurden bei jeder möglichen Gelegenheit den Häftlingen mehrheitlich von serbischer Bevölkerung Nahrungsmittel zugesteckt. Am 19. September 1944 verließ eine Kolonne von zirka 2500 Häftlingen mit ungarischer Wachmannschaft unter dem Kommando von Einheiten des SS-Polizei-Gebirgsjäger-Regiments Nr. 18 das Lager. Die Häftlinge wurden bis nach Belgrad, dann weiter nach Pančevo, Perlez, Titel, Crvenka bis Szentkirályszabadja (Balaton) getrieben. Von Pančevo bis Titel wurde die Kolonne unter das Kommando von einer Wachmannschaft der paramilitärischen Einsatzstaffel der Deutschen Mannschaft der Volksgruppenführung gestellt. In Titel wurde die ungarische Wachmannschaft wieder unter das Kommando von ungarischem Militär gestellt. In Szentkirályszabadja angekommen, musste ein Teil der Kolonne wieder zurück ins südliche Baja marschieren, wo sie dann weiter in die Konzentrationslager Flossenbürg und Buchenwald deportiert wurden. Ein anderer Teil wurde zum Bau des Südostwalls nach Westen getrieben. Eine hohe Anzahl von Häftlingen wurde bereits während der Todesmärsche misshandelt und erschossen. Überlebende Zeitzeugen waren u. a. Gyula Trebitsch und László Lindner. Den Gewaltmarsch zum Bau des Südostwalls beschrieb Miklós Radnóti in einem Gedicht:
Verrückt, wer niederstürzt dann aufsteht, weitergeht,

als wandelnder Schmerz Füße und Knie bewegt

und trotzdem geht, als ob ihn Flügel tragen,

und vergebens ruft der Graben, zu bleiben wagt er nicht.

## Filme
- Vernichtung im Laufschritt: Todesmärsche 1944/45. Dokumentarfilm, gezeigt in ARTE, 25. Januar 2022, 20:15–21:45. (Zwangsverlegung arbeitsfähiger Lagerinsassen aus Konzentrationslagern im Osten Richtung Westen wegen des Vormarsches der Sowjetarmee. Grausamkeiten, Erschießungen, Durst, Hunger, Kälte, Routen.)
- Martin Gressmann: Nicht verrecken, Deutschland 2021[44]